# V. Narry Kim
V. Narry Kim (1969, Coreia do Sul) é bioquímica e microbiologista, conhecida por seu trabalho com microRNA. Seus trabalhos são considerados pioneiros para o desenvolvimento de tecnologia de RNA. É atualmente diretora do Institute for Basic Science da Universidade Nacional de Seul (SNU), e é afiliada ao Institute for Basic Science.
Em 2009 recebeu o Ho-Am Prize for Medicine, considerado o equivalente ao prêmio Nobel na Coreia do Sul, e em 2017 recebeu o prêmio Chen Award for Distinguished Academic Achievement em Genética Humana e Pesquisa Genômica por seus estudos sobre a função dos microRNAs no desenvolvimento do câncer. Hoje, é considerada uma das pesquisadoras mais proeminentes da Coreia do Sul.

## Biografia
Nascida em 1969, começou a se interessar por ciência no ensino médio.
Se formou em Microbiologia em 1992 e concluiu seu mestrado na mesma área em 1994, ambos na SNU. Durante seus anos iniciais na pesquisa, Kim estudou vírus e fungos, antes de mudar seu foco para o RNA, assunto no qual efetivamente se tornou conhecida e influente.
No final da década de 1990, por causa de assuntos familiares, Kim considerou abandonar a ciência, mas achou as outras opções "entediantes" e disse que "queria voltar logo para o laboratório". Assim, prosseguiu com a carreira acadêmica.
Foi para a Europa continuar seus estudos, obtendo em 1998 seu Ph.D. em Bioquímica na Universidade de Oxford. Sua carreira a levou aos Estados Unidos, onde obteve uma posição no Instituto Médico Howard Hughes, na Universidade da Pensilvânia. Em seguida, retornou à Coreia do Sul, onde se tornou professora da Universidade Nacional de Seoul, no início dos anos 2000.
Atualmente, é professora do departamento de Ciências Biológicas da SNU e diretora do Centro de Pesquisa em RNA no Instituto de Ciência Básica da Coreia do Sul.

## Pesquisa

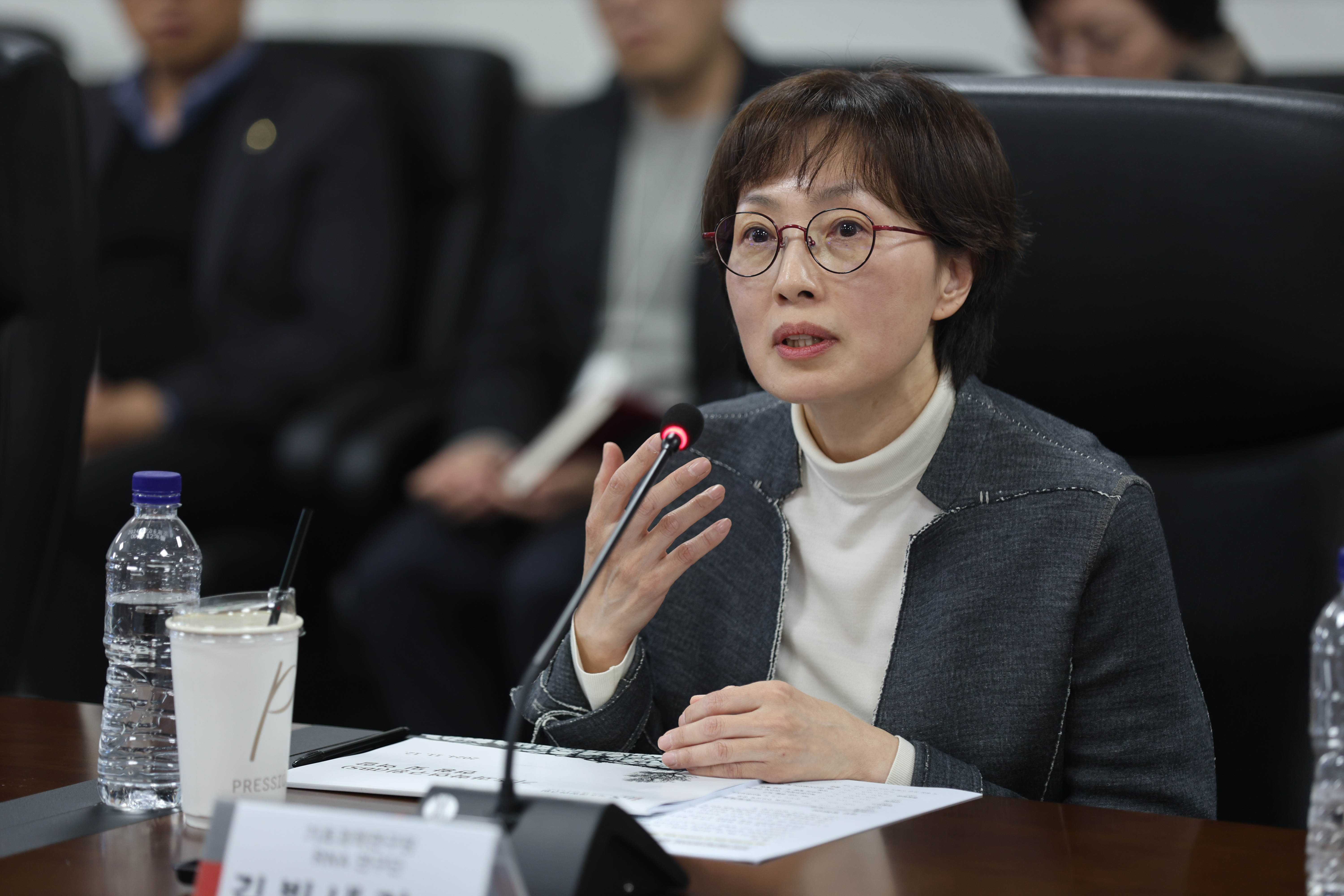
Kim falando em uma reunião em 2024.

Os primeiros microRNAs foram descobertos em 1993, e ainda eram pouco conhecidos quando Kim começou a estudá-los. Em 2002, co-autorou um artigo que ajudou a elucidar a origem dessa classe de moléculas, revelando sua origem e maturação em dois passos: o primeiro dentro do núcleo celular e o segundo no citoplasma.
Seu laboratório na SNU estuda a regulação gênica mediada por RNA, utilizando ferramentas da bioquímica e da biologia molecular, assim como abordagens da genética, biofísica e computação. Além da origem e maturação do RNA, investiam sua sua importância no câncer e nas células tronco.

## Homenagens
Em 2004 foi premiada com o Macrogen Young Scientist Award.
Em 2008 recebeu o Prêmio L'Oréal-UNESCO para mulheres em ciência.
Em 2009 foi agraciada com o Ho-Am Prize for Medicine.
Em 2017 recebeu o Chen Award for Distinguished Academic Achievement in Human Genetic and Genomic Research. 